# Lilla Lövsjön, Dalarna
Lilla Lövsjön är en sjö i Gagnefs kommun i Dalarna och ingår i Norrströms huvudavrinningsområde. Sjön har en area på 2,06 kvadratkilometer och ligger 261,9 meter över havet. Sjön avvattnas av vattendraget Gänsån. Lilla Löfsjön hänger genom ett sund ihop med Stora Lövsjön. Ett äldre namn på sjöarna är Lofsen. Vid sjön ligger byn Lövsjön, tidigare Lövsjö bruk.

## Delavrinningsområde
Lilla Lövsjön ingår i det delavrinningsområde (668738-143395) som SMHI kallar för Utloppet av Lilla Lövsjön. Medelhöjden är 304 meter över havet och ytan är 42,98 kvadratkilometer. Det finns ett avrinningsområde uppströms, och räknas det in blir den ackumulerade arean 63,95 kvadratkilometer. Gänsån som avvattnar avrinningsområdet har biflödesordning 4, vilket innebär att vattnet flödar genom totalt 4 vattendrag innan det når havet efter 307 kilometer. Avrinningsområdet består mestadels av skog (71 procent) och sankmarker (11 procent). Avrinningsområdet har 3,34 kvadratkilometer vattenytor vilket ger det en sjöprocent på 7,7 procent.